# Régimen General de Actividades Postales (Uruguay)
El Régimen General de Actividades Postales en Uruguay es regulado por la ley 19009 aprobada el  22 de noviembre de 2012.
Esta ley rige el servicio postal nacional e internacional procesado por la totalidad de prestadores del servicio postal, y las relaciones entre los prestadores, el órgano regulador y los usuarios.

## Concepto legal de Servicio Postal
De acuerdo a esta ley se entiende por servicio postal: "las actividades de admisión, procesamiento, transporte y distribución o entrega de envíos o productos postales, en todas o cualesquiera de sus etapas, y cualquier otro producto o servicio postal que se establezca al amparo de la normativa vigente". El Servicio Postal en Uruguay es un servicio público y como tal el Estado debe garantizar su acceso a toda la población, ello surge de los artículos 1ª y 5ª literal A) de la referida norma.

## Actores de las actividades postales en el Uruguay
Participan del sector postal, la Administración Nacional de Correos de Uruguay (prestador estatal), operadores privados, personas jurídicas habilitadas para realizar actividades postales y los usuarios. El Poder Ejecutivo es el titular de la prestación del servicio postal y el único competente para dictar las políticas nacionales postales a través del Ministro de Industria, Energía y Minería. El regulador del mercado y quien aplica las políticas públicas al mismo, es la Unidad Reguladora de Servicios de Comunicaciones. (artículo 5ª literal Ñ de la Ley).

## Servicio Postal Universal
El Servicio Postal Universal es el servicio que posibilita el acceso universal a un servicio de calidad, para todos los habitantes en todo el territorio nacional.
La Administración Nacional de Correos es el órgano competente en el Uruguay, para cumplir el Servicio Postal Universal (SPU) (artículo 5ª literal B), y artículos 10 y 11 de la ley). 
El Servicio Postal Universal está previsto en el Convenio Postal Universal de la Unión Postal Universal suscrito por el Uruguay que dispone: "Artículo 3 - Servicio Postal Universal
1) Para reforzar el concepto de unicidad del territorio postal de la Unión, los países miembros procurarán que todos los usuarios/clientes gocen del derecho a un servicio postal universal que corresponda a una oferta de servicios postales básicos de calidad, prestados en forma permanente en todos los puntos de su territorio a precios accesibles. 
2) Para ello, los países miembros establecerán, en el marco de su legislación postal nacional o por otros medios habituales, el alcance de estos servicios postales y las condiciones de calidad y de precios accesibles, teniendo en cuenta tanto las necesidades de la población como sus condiciones nacionales."

## Derechos de los usuarios
La ley consagra los siguientes derechos a los usuarios:
- Derecho al secreto de las comunicaciones postales.
- Derecho a la inviolabilidad de los envíos postales.
- Derecho a la prestación de un Servicio postal Universal de calidad.
- Derecho a la información sobre el servicio postal.
- Derecho a la reclamación, derecho a percibir indemnización de los operadores postales por pérdida, hurto, destrucción o deterioro de los envíos postales certificados.
- Derecho a la propiedad de los envíos postales hasta el momento de la entrega al destinatario.
- Derecho a la prueba de depósito y entrega de lo envíos certificados.
- Derecho a la información y presentación de reclamaciones de las personas con discapacidad.